# 愛国飛行場

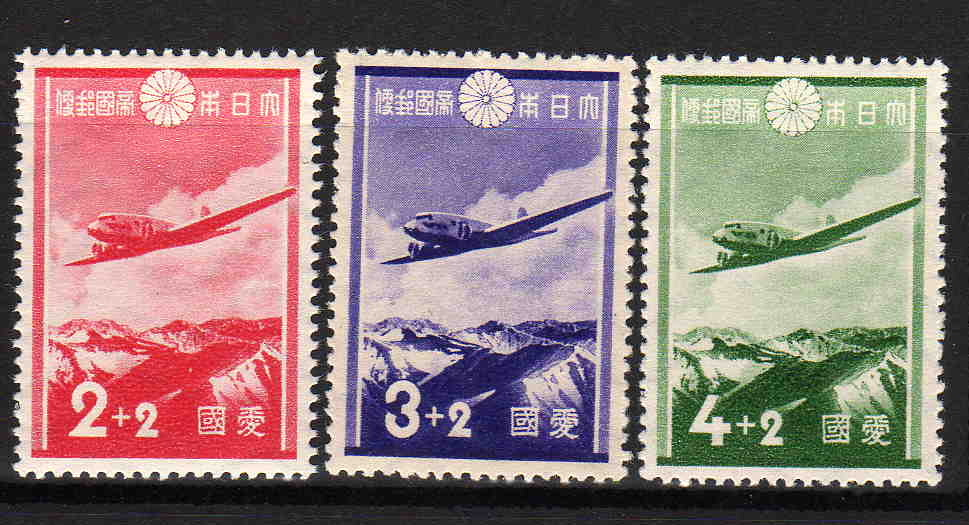
『愛国切手』（1937年発行）

愛国飛行場（あいこくひこうじょう）とは、1930年代以降の大日本帝国で献納された飛行場につけられた名称。

## 概要
帝国飛行協会がこれを推進し、300箇所の献納を目指していた。着工に至らなくても、埼玉県比企郡松山町（現・東松山市）のように測量のみが行われたケースもある。
また航空政策の管轄官庁でもあった逓信省が献金に協力し、1937年6月1日発行に日本初の寄附金付切手である「愛国切手」を発行した。この切手は3種類の額面と刷色が異なる切手であり、募金を呼びかけるものと同時に、売上金の一部を献金するものであった。なお図案は北アルプス上空を飛行するダグラス DC-2型輸送機を描いたもの。

## 主な愛国飛行場
- 愛国飛行場 (旭川市緑が丘) - 大日本飛行協会北海道支部の要望で、「旭川滑空訓練所」として1942年（昭和17年）2月に設置が決まり、同年5月までに勤労動員の成果で一応の完成をみた。しかしながら、燃料統制で飛行機が飛来することもなく、急造成のため、飛行機の離着陸ができる整備状況ではなかった。終戦までグライダーの滑空訓練に用いられた[3]。作家の三浦綾子が女子青年団の指導員として動員されていた飛行場でもある。跡地は旭川医科大学となっている。
- 愛国飛行場 (釧路市) - 文苑地域・新釧路川左岸にまたがる地域に存在した飛行場。1961年（昭和36年）の釧路空港開設以前は民間の飛行場として運用されていた。現在は住宅地、ソーラーパネル発電所。
- 桐生愛国飛行場 - かつて群馬県新田郡笠懸村（現・みどり市）に存在した飛行場。太平洋戦争の空襲で壊滅。跡地は、田畑および住宅地。
- 金沢飛行場 - かつて石川県河北郡川北村（現・金沢市）に存在した飛行場。終戦後に閉場。跡地は、工業地帯。
- 長野飛行場 - 犀川北部・長野市風間・松岡一帯に存在した飛行場。戦後は民間飛行場として供用されるが、1990年（平成2年）に閉場。跡地は住宅地に転用されている。
- 愛国飛行場 (高松市) - かつて香川県香川郡弦打村（現・高松市）に存在した飛行場。1934年（昭和9年）5月22日開場[4]、戦後競馬場に転用された。現在、跡地は香川県警察学校。

- 旭川愛国飛行場跡地の空中写真（1947年）
国土交通省 国土地理院 地図・空中写真閲覧サービスの空中写真を基に作成
北緯43度43分46.65秒 東経142度23分11.45秒 / 北緯43.7296250度 東経142.3865139度
- 釧路愛国飛行場跡地の空中写真（1961年）
国土交通省 国土地理院 地図・空中写真閲覧サービスの空中写真を基に作成
北緯43度1分42.95秒 東経144度23分15.99秒 / 北緯43.0285972度 東経144.3877750度
- 桐生愛国飛行場跡地の空中写真（1947年）
国土交通省 国土地理院 地図・空中写真閲覧サービスの空中写真を基に作成
北緯36度23分1.13秒 東経139度16分53.52秒 / 北緯36.3836472度 東経139.2815333度
- 金沢愛国飛行場跡地の空中写真（1946年）
国土交通省 国土地理院 地図・空中写真閲覧サービスの空中写真を基に作成
北緯36度38分24.85秒 東経136度39分45.04秒 / 北緯36.6402361度 東経136.6625111度
- 長野飛行場の空中写真（1947年・元長野愛国飛行場）
国土交通省 国土地理院 地図・空中写真閲覧サービスの空中写真を基に作成
北緯36度37分32.33秒 東経138度12分43.89秒 / 北緯36.6256472度 東経138.2121917度
- 高松愛国飛行場跡地の空中写真（1947年）
国土交通省 国土地理院 地図・空中写真閲覧サービスの空中写真を基に作成
北緯34度21分2.78秒 東経134度1分12.22秒 / 北緯34.3507722度 東経134.0200611度